# الذكاء الاصطناعي في الحكومة

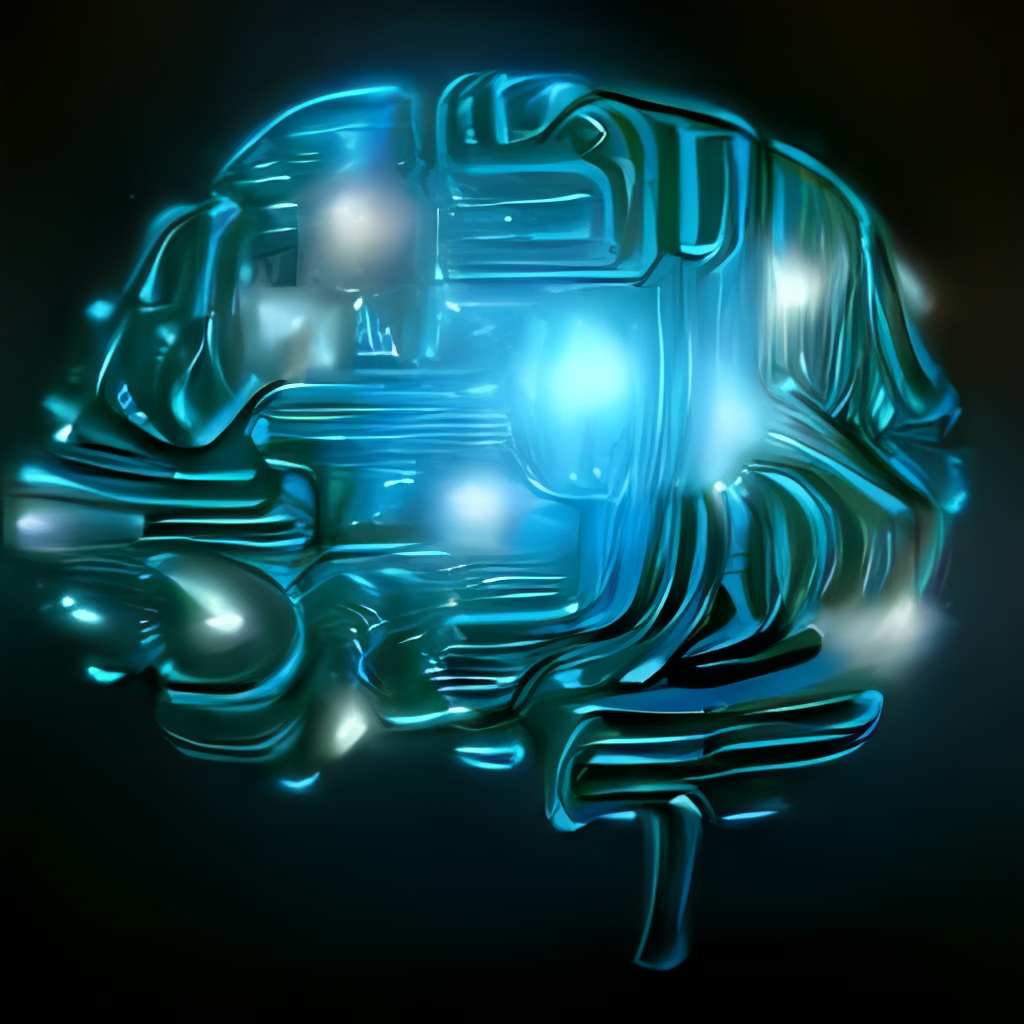
صورة شبكة عصبية أنتجها برنامج الذكاء الصناعي دال-إي ميني.

يستخدم الذكاء الاصطناعي في مجموعة من المجالات في الحكومة. يمكن استخدامه لتعزيز أهداف السياسة العامة (في مجالات مثل خدمات الطوارئ، والصحة والرعاية الاجتماعية)، إلى جانب مساعدة العامة في التفاعل مع الحكومة (من خلال استخدام المساعدين الافتراضيين مثلًا). وفقًا لمجلة بزنس هارفارد ريفيو، فإن «تطبيقات الذكاء الاصطناعي على القطاع العام واسعة ومتزايدة، مع وجود تجارب مبكرة لها في أنحاء العالم». أشارت هيلا ميهر من مركز آش للحكم الديمقراطي والابتكار في جامعة هارفارد إلى أن الذكاء الاصطناعي في الحكومة ليس جديدًا، فقد استخدمت الخدمات البريدية الأساليب الآلية في نهاية تسعينيات القرن العشرين للتعرف على الكتابة اليدوية على الظروف لتوجيه الرسائل على نحو آلي. ينجم عن استخدام الذكاء الاصطناعي في الحكومة فوائد كبيرة، من ضمنها الكفاءات المؤدية إلى التوفير في التكاليف (من خلال تخفيض عدد المكاتب الأمامية مثلًا)، وتقليل فرص الفساد. من ناحية ثانية، هناك مخاطر أيضًا قد تنتج عن استخدامه.

## استخدامات الذكاء الاصطناعي في الحكومة
تعد الاستخدامات المحتملة للذكاء الاصطناعي واسعة ومتنوعة، حيث اعتبرت شركة ديلويت أنه «يمكن للتقنيات المعرفية في نهاية المطاف أن تحدث ثورة في كل جانب من جوانب العمليات الحكومية». قال ميهر إن ستة أنواع من المشاكل الحكومية تعد ملائمة لتطبيقات الذكاء الاصطناعي.
تشمل هذه الأنواع:
1. تخصيص الموارد- مثلًا عندما يكون الدعم الإداري مطلوبًا لإكمال المهام بسرعة أكبر.
2. مجموعات البيانات الكبيرة- حيث تكون تلك المجموعات كبيرة جدًا بالنسبة للعاملين للعمل بفعالية ويمكن دمج مجموعات بيانات متعددة من أجل الحصول على رؤى أفضل.
3. نقص الخبراء- بما في ذلك في الحالات التي يمكن الإجابة فيها على الأسئلة الأساسية ويمكن تعلم قضايا التخصص.
4. مجريات الأحداث التي من الممكن التنبؤ بها- تجعل البيانات التاريخية المجريات أكثر قابلية للتنبؤ.
5. الإجرائية- المهام المتكررة التي تكون فيها المدخلات والمخرجات عبارة عن إجابات ثنائية.
6. البيانات المتنوعة- حيث تأخذ البيانات أشكالًا متنوعة (مثل المرئية واللغوية) وهناك حاجة لتلخصيها بانتظام.

وضح ميهر أنه «في حين أن تطبيقات الذكاء الاصطناعي في العمل الحكومي لم تواكب التوسع السريع للذكاء الاصطناعي في القطاع الخاص، فإن حالات الاستخدام المحتملة لتطبيقات الذكاء الاصطناعي في القطاع العام تنعكس في التطبيقات الشائعة في القطاع الخاص».
يمكن تقسيم الاستخدامات المحتملة للذكاء الصنعي في الحكومة إلى ثلاثة تصنيفات رئيسية: التي تساهم منها في أهداف السياسة العامة؛ والتي تساعد في التفاعل العام مع الحكومة؛ وحالات أخرى.

### المساهمة في أهداف السياسة العامة
يوجد مجموعة من الأمثلة عن إمكانية مساهمة الذكاء الاصطناعي في أهداف السياسة العامة. من ضمنها:
- الحصول على الاستحقاقات عند فقدان العمل، والتقاعد، وحدوث فجيعة وعند ولادة طفل تقريبًا بشكل فوري، على نحو آلي (بالتالي بدون طلب أي إجراءات من المواطنين إطلاقًا).
- تقديم خدمات التأمين الاجتماعي
- تنظيم مكالمات الطوارئ على أساس شدة ضرورتها (كالنظام المستخدم في قسم مكافحة الحريق في سينسيناتي في الولايات المتحدة).
- كشف الأمراض ومنع انتشارها
- مساعدة الموظفين الحكوميين في سداد مدفوعات الرعاية الاجتماعية واتخاذ قرارات الهجرة
- الحكم في جلسات الكفالة
- فرز حالات الرعاية الصحية
- مراقبة وسائل التواصل الاجتماعي للحصول على ردود الفعل العامة تجاه السياسات
- مراقبة وسائل التواصل الاجتماعي لتحديد حالات الطوارئ
- التعرف على مطالبات الاستحقاقات الاحتيالية
- التنبؤ بحدوث جريمة والتوصية بالوجود الأمثل للشرطة
- التنبؤ بالازدحام المروري وحوادث السيارات
- توقع متطلبات صيانة الطرق
- تحديد انتهاكات القواعد الصحية
- توفير التعليم الشخصي للطلاب
- تصحيح الأوراق الامتحانية
- المساعدة في الدفاع والأمن الوطني (انظر الذكاء الاصطناعي - الجيش وتطبيقات الذكاء الاصطناعي).
- إنشاء روبوت دردشة صحي اعتمادًا على الأعراض لتشخيص الأمراض.